# عزان (الحديدة)

تعديل مصدري - تعديل

عزان هي إحدى قرى مديرية باجل، التابعة لمحافظة الحديدة اليمنية، بلغ تعداد سكانها 2123 نسمة حسب الإحصاء الذي أجري عام 2004.